# Cerkiew św. Gabriela Zabłudowskiego w Malinnikach
Cerkiew pod wezwaniem św. Gabriela Zabłudowskiego – prawosławna cerkiew cmentarna w Malinnikach. Należy do parafii św. Proroka Eliasza w Podbielu, w dekanacie Bielsk Podlaski diecezji warszawsko-bielskiej Polskiego Autokefalicznego Kościoła Prawosławnego. 
Pomysłodawczynią budowy cerkwi na cmentarzu w Malinnikach była kobieta imieniem Anna zamieszkująca we wsi Rutka. Świątynia została wzniesiona z dobrowolnych ofiar mieszkańców gminy Orla, w tym jej wójta. Konsekracja  miała miejsce 5 czerwca 1996. W cerkwi odprawiane jest nabożeństwo w co drugą niedzielę miesiąca oraz wybrane święta. 
Cerkiew jest murowana, trójdzielna. Nad wejściem znajduje się drewniany, malowany na błękitno ganek z krzyżem i ikoną. Okna budynku są prostokątne. Ponad prezbiterium i przedsionkiem wzniesiono dwie sygnaturki z cebulastymi kopułami i krzyżami. 